# Manor Township
|  | Per a altres significats, vegeu «Manor Township (comtat d'Armstrong)». |

Manor és un township al centre-oest del comtat de Lancaster (Pennsilvània), amb 21.920 habitants en el cens del 2020. Segons l'Oficina del Cens el township té una superfície de 48.6 milles quadrades (125.9 km2) de les quals 38.5 milles quadrades (99.8 km2)  són terra ferma i 10.1 milles quadrades (26.1 km2), un 20,70%, són cobertes per les aigües. Al township hi ha les comunitats i barris no incorporats de Manor Ridge, West Lancaster, West Ridge, Windom, Washington Boro, Central Manor, Letort, Indian Town, Creswell, Highville, Pittsburg Valley i part de Donerville.

## Demografia
Segons el cens de l'any 2000 al township hi havia 16.498 persones, 6.464 llars i 4.699 famílies. La densitat de població era de 427.9 habitants per milla quadrada (165.2/km2). Hi havia 6.710 habitatges amb una densitat mitjana de 174.0 per milles quadrades (67.2/km2). El perfil racial del township, d'acord als criteris de raça i etnicitat del cens, era d'un 95,64% de blancs, un 1,35% d'afroamericans, un 0,10% de nadius americans, un 1,26% d'asiàtics, un 0,01% d'illencs del Pacífic, un 0,78% d'altres races i un 0,86% de dues o més races. Els hispans o llatins de qualsevol raça eren el 2,28% de la població.
Hi havia 6.464 llars, en un 31,4% de les quals hi vivien menors de 18 anys, el 62,3% eren parelles casades vivint plegades, el 7,5% tenien una dona cap de família sense marit present i el 27,3% no eren famílies. El 22,5% de les llars eren ocupades per una sola persona, i el 8,9% eren ocupats per una persona de 65 anys o més. A cada llar hi vivien de mitjana 2,53 persones, augmentant  a 2,99 en el cas dels habitatges ocupats per famílies.
Al township la població es repartia en les següents classes etàries: un 24,0% menors de 18 anys, un 7,3% de 18 a 24 anys, un 28,6% de 25 a 44 anys, un 24,6% de 45 a 64 anys i un 15,4% de 65 anys o més. L'edat mediana era de 39 anys. Per cada 100 dones, hi havia 95,9 homes; i per cada 100 dones de 18 anys o més hi havia 91,2 homes.
La renda mediana per llar al township era de 47.806 $, i la renda mediana familiar era de 54.958 $. Els homes tenien una renda mediana de 37.932 dòlars enfront dels 27.398 dòlars de la de les dones. La renda per capita del township era de 22.243 dòlars. Un 2,4% de les famílies i el 3,8% de la població estaven per sota del llindar de pobresa, entre aquests el 3,4% dels menors de 18 anys i el 6,2% dels majors de 65 anys.
La població va augmentar a 19.612 habitants en el cens del 2010.